# Ján Svorada
Ján Svorada (født 28. august 1968 i Trenčín) er en tidligere slovakisk og tjekkisk landevejscykelrytter.